# Группа по делам «культурной революции» при ЦК КПК
Группа по делам «культурной революции» при ЦК КПК (кит. 中央文化革命小组) — орган ЦК Компартии Китая, осуществлявший политику «Культурной революции»; в 1966—1968 годах — ключевая структура партийно-государственной власти КНР. Состояла из наиболее радикальных маоистских руководителей, ближайших сподвижников Мао Цзэдуна, во главе с Цзян Цин, Чэнь Бода и Кан Шэном. Организовала перестройку аппарата КПК на маоистской основе, кампании политических репрессий и массового террора. Расформирована после выполнения поставленных задач. После смерти Мао Цзэдуна и особенно в период реформ Дэн Сяопина подверглась жёсткой политической критике. Члены группы были осуждены на длительные тюремные сроки.

## Предыстория
Принципиальное решение о кардинальной чистке аппарата Коммунистической партии Китая было принято на совещании партийного руководства под председательством Мао Цзэдуна в декабре 1964. При этом председателя активно поддерживали и будущие жертвы Культурной революции (например, Лю Шаоци, которого Мао назвал «нашим Цинь Шихуаном»), и будущий реформатор Дэн Сяопин. Представлялось очевидным, что новый курс будет сопряжён с массовыми политическими репрессиями и потребует создания в КПК внеуставных руководящих структур.
На заседании Политбюро ЦК КПК в январе 1965 года Мао Цзэдун впервые огласил лозунги «Культурной революции». Была учреждена так называемая «Группа пяти» во главе с Пэн Чжэнем, имевшим опыт идеологических кампаний в ходе «упорядочению стиля» 1941 года и в Политико-юридической группе в 1956—1958 годах. Однако деятельность структуры не была широко развёрнута.
В ноябре 1965 года и мае 1966 года в партийной прессе появились статьи радикального маоистского идеолога Яо Вэньюаня, формально посвящённые «борьбе против непролетарских явлений в культуре», но реально являвшихся сигналами к началу политической кампании.

## Учреждение и состав
16 мая 1966 года Политбюро ЦК КПК издало «Директиву 16.05» с установкой на разгром «представителей буржуазии» и противников Мао Цзэдуна в партии, СМИ, научных и культурных учреждениях. Непосредственными авторами документа считались Цзян Цин, Кан Шэн, Чэнь Бода, Чжан Чуньцяо, Ци Бэньюй.
В соответствии с директивой, «Группа пяти» была распущена, Пэн Чжэнь вскоре репрессирован. 28 мая 1966 была учреждена Группа по делам «культурной революции» при ЦК КПК (Группа «культурной революции», ГКР) — формально подотчётная Постоянному комитету Политбюро ЦК КПК, реально подчинённая только лично Мао Цзэдуну.
Первоначально в ГКР вошли 17 человек во главе с авторами «Директивы 16.05». Впоследствии это количество увеличивалось до 20 и сокращалось до 5. Наиболее известными членами ГКР в разное время являлись
- Цзян Цин, жена Мао Цзэдуна, министр культуры КНР
- Кан Шэн, член Постоянного комитета Политбюро ЦК КПК, куратор карательных органов
- Чэнь Бода, член Постоянного комитета Политбюро ЦК КПК, секретарь Мао Цзэдуна, куратор идеологии
- Се Фучжи, министр общественной безопасности КНР
- Чжан Чуньцяо, руководитель отдела пропаганды Шанхайского горкома КПК
- Яо Вэньюань, ведущий партийный публицист Шанхая
- Ци Бэньюй, член редколлегии журнала Хунци
- Ван Жэньчжун, первый секретарь комитета КПК провинции Хубэй
- Лю Чжицзян, начальник политуправления НОАК
- Ван Ли, функционер ЦК КПК, пропагандист и дипломат
- Гуань Фэн, редактор журнала «Хунци»
- Тао Чжу, вице-премьер Госсовета КНР

Формальным главой Группы был назначен Чэнь Бода, реальное руководство осуществляла Цзян Цин. Наряду с ними, наибольшим влиянием обладал Кан Шэн, впоследствии Чжан Чуньцяо и Яо Вэньюань.
Для первоначального состава ГКР было характерно численное преобладание идеолого-пропагандистских функционеров среднего звена, особенно из шанхайской парторганизации и редакции теоретического органа КПК журнала «Хунци» («Красное знамя»). В то же время, политические решения принимались Мао Цзэдуном, его ближайшим окружением и доверенными лицами — прежде всего Цзян Цин (общеполитические вопросы) и Кан Шэном (организация репрессий). Относительно роли Чэнь Бода существует разночтения, сам он впоследствии утверждал, будто по состоянию здоровья не проявлял активности в ГКР.

## Штаб «культурной революции»
8 августа 1966 года пленум ЦК КПК объявил о начале «Великой пролетарской культурной революции». ГКР получила мандат на определение и реализацию этой политики. К её ведению были отнесены кадровое и структурное переформирование партийно-государственного аппарата, организация и руководство хунвэйбинами и цзаофанями, проведение идеологических кампаний, политические репрессии. Цели заключались в ликвидации потенциально нелояльных групп, устранении конкурирующих политиков, перестройке КПК на основе личной преданности Мао Цзэдуну, идеологическом приравнивании «идей Мао Цзэдуна» к марксизму-ленинизму, выдвижении новых руководящих кадров из «номенклатурных низов» и замещении руководящих вакансий, открываемых репрессиями, окончательном разрыве с СССР и развитии внешнеполитической экспансии.
Все проекты решений ЦК КПК и Госсовета КНР проходили утверждение в Группе. Постепенно внеуставная и внеконституционная структура, произвольно сформированная лидером, узурпировала полномочия руководящих органов правящей компартии и государства. Из политических руководителей Китая только сам Мао Цзэдун, а также Чжоу Эньлай и Линь Бяо, находились вне контроля ГКР.
Ван Жэньчжун, Ван Ли, Ци Бэньюй, Гуань Фэн, Тао Чжу в ходе «культурной революции» сами подверглись репрессиям. Лю Чжицзян был отстранён от руководства из-за конфликта с Цзян Цин.
К концу 1967 — началу 1968 года «старый» аппарат был в целом разгромлен, руководящие кадры заменены, потенциальная оппозиция нейтрализована и ликвидирована. Однако экономический и социально-политический хаос, неконтролируемое насилие, политические амбиции ГКР вызывали недовольство командования Народно-освободительной армии Китая. В 1967 году произошли крупномасштабные вооружённые столкновения между армейскими частями и отрядами «красногвардейцев» (хунвейбинов), ориентированных на ГКР. Особенной остроты достигла ситуация в Шанхае (январь 1967 года) и Ухане (июль 1967 года).

## Отступление и расформирование
С осени 1967 года Мао Цзэдун начал переориентацию на Армию Китая как более управляемую и дисциплинированную структуру. В начале сентября ЦК КПК, Госсовет КНР и ГКР издали совместную инструкцию НОАК по восстановлению порядка. Ван Ли и Гуань Фэн были арестованы по приказу Мао за «ультралевизну». Полномочия ГКР сузились. Началась следующая фаза «культурной революции» — наведение порядка силами регулярной армии.
В конце июля 1968 года Группа по делам «культурной революции» была переформирована в новом составе: Чжоу Эньлай (председатель), Чэнь Бода (секретарь), Цзян Цин, Кан Шэн, Чжан Чуньцяо, Яо Вэньюань. Назначение прагматика Чжоу Эньлая, главного политического конкурента «шанхайских радикалов», означало эволюцию Мао Цзэдуна к более умеренной позиции.
Центральная группа по делам «культурной революции» была расформирована на IX съезде КПК. Кан Шэн и Чэнь Бода вошли в Постоянный комитет Политбюро ЦК, Цзян Цин — в Политбюро ЦК КПК. Впоследствии членами Политбюро стали Чжан Чуньцяо, Яо Вэньюань и примкнувший к ним Ван Хунвэнь. Таким образом, радикально-маоистская группировка была потеснена, но сохранила властные позиции до конца жизни Мао Цзэдуна.

## Политическое и уголовное осуждение
Чэнь Бода подвергся преследованиям ещё при Мао Цзэдуне, в 1971 году, как «сообщник Линь Бяо». Цзян Цин, Чжан Чуньцяо, Ван Хунвэнь и Яо Вэньюань были арестованы вскоре после смерти Мао Цзэдуна в 1976 году.
После смены политического руководства КНР, на XI съезде ЦК КПК в 1977 году деятельность ГКР подверглась политическому осуждению. Критика усиливалась по мере развития реформ Дэн Сяопина.
В конце 1980 года члены ГКР Цзян Цин, Чжан Чуньцяо, Яо Вэньюань, Чэнь Бода, а также Ван Хунвэнь и генералы Хуан Юншэн (бывший начальник Генштаба НОАК), У Фасянь (бывший командующий ВВС), Ли Цзопэн (бывший политкомиссар ВМФ), Цю Хуэйцзо, Цзян Тэнцзяо (бывшие командующие округами) предстали перед судом по «процессу банды четырёх и группы Линь Бяо». Все они были приговорены к длительным срокам заключения (Цзян Цин и Чжан Чуньцяо — к смертной казни, заменённой пожизненным заключением).
Деятельность Группы по делам «культурной революции» ЦК КПК рассматривается в современной КНР как преступная, превратившая последние годы правления Мао Цзэдуна в «десятилетие великих бедствий».